# SV Excelsior
El SV Excelsior es un equipo de fútbol de Surinam que juega en la SVB Hoofklasse, la liga de fútbol más importante del país.

## Historia
Fue fundado en el año 1927 en la ciudad de Meerzorg y es uno de los equipos más regulares del fútbol de Surinam, aunque solo cuenta con un título de copa y un subcampeonato en la temporada 2013/14.
A nivel internacional han participado en un torneo continental, en el Campeonato de Clubes de la CFU 2015, en donde fueron eliminados en la fase de grupos.

## Palmarés
- SVB Hoofklasse: 0
  - Subcampeón: 1

2013/14
- Copa de Surinam: 1

2010

## Participación en competiciones de la Concacaf
| Temporada | Torneo                         | Ronda          | Club               | Marcador | Resultado |
| --------- | ------------------------------ | -------------- | ------------------ | -------- | --------- |
| 2015      | Campeonato de Clubes de la CFU | Fase de grupos | America des Cayes  | 2-4      | 4º Lugar  |
| 2015      | Campeonato de Clubes de la CFU | Fase de grupos | CS Moulien         | 2-3      | 4º Lugar  |
| 2015      | Campeonato de Clubes de la CFU | Fase de grupos | Montego Bay United | 0-3      | 4º Lugar  |

## Jugadores destacados
- Jetro Fer
- Wensley Christoph
- Giovanni Drenthe